# Eckhard Wolf (Jurist)
Eckhard Wolf (* 26. März 1932 in Breslau; † 30. Mai 2018 in Wiesbaden) war ein deutscher Jurist. Er war von 1974 bis 1996 Richter am Bundesgerichtshof, ab 1989 Vorsitzender Richter des für das Leasingrecht zuständigen BGH-Senats.
Wolf war Träger des Großen Bundesverdienstkreuzes.